# 賈奴峰

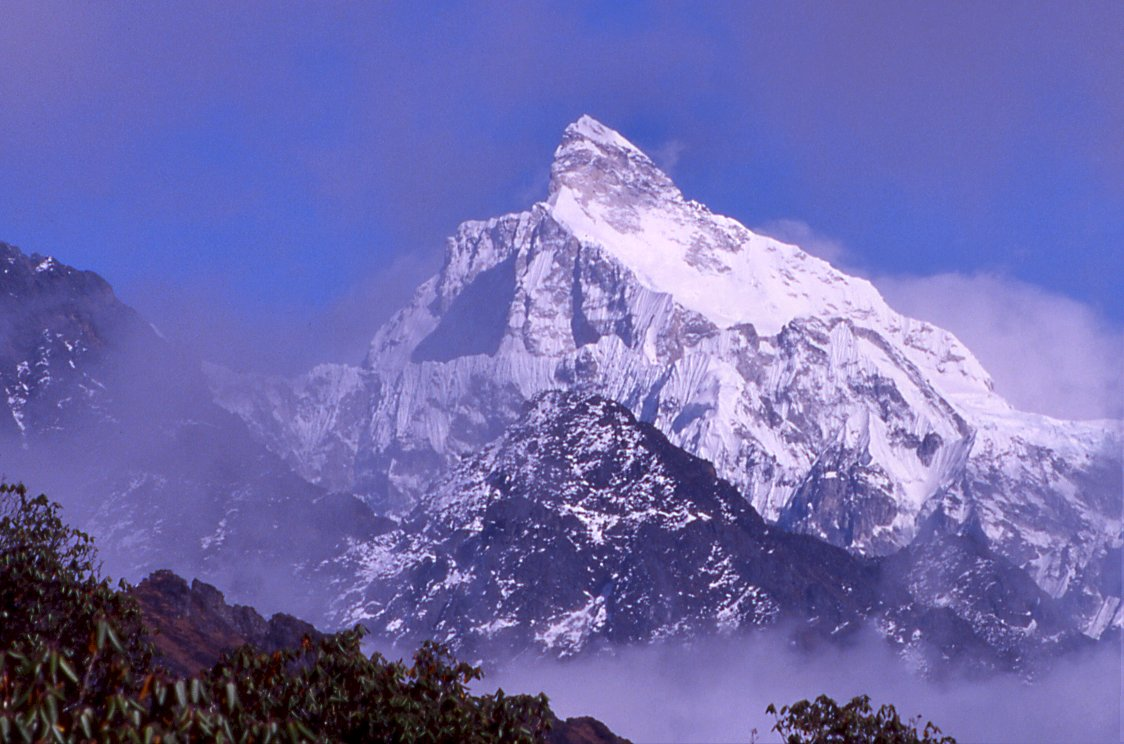

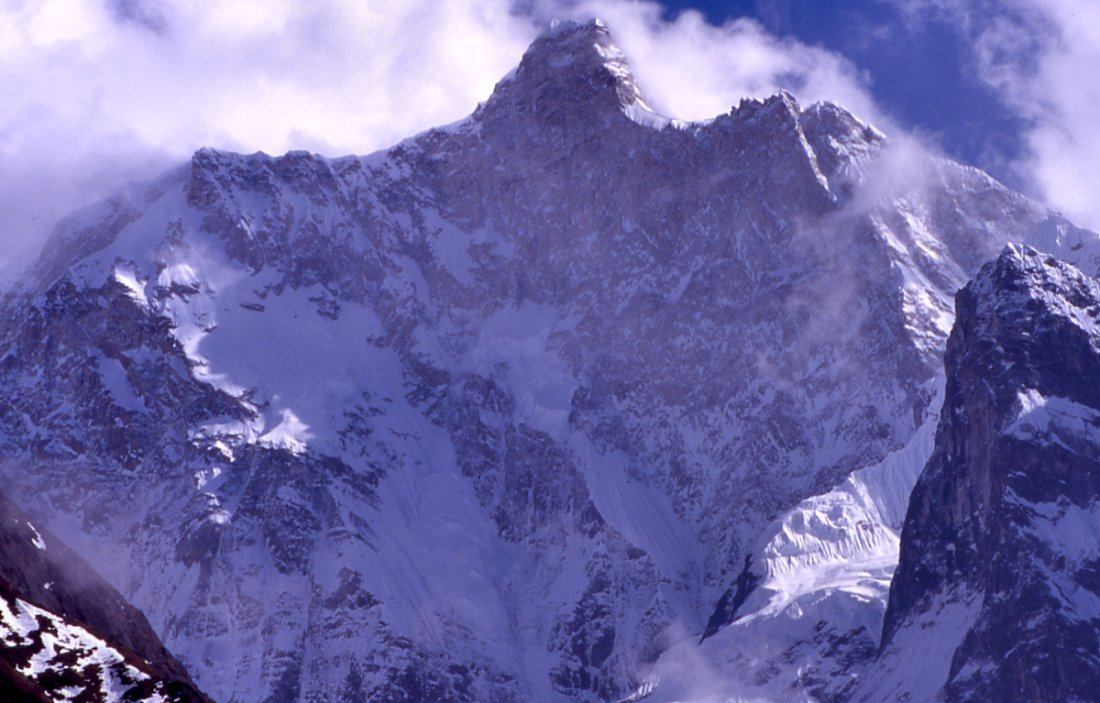

賈奴峰 （Jannu，或Kumbhakarna）是尼泊爾的山峰，位於喜馬拉雅山脈，距離干城章嘉峰10公里，海拔高度7710米，是全球第32高山峰，法國攀山隊在1962年4月28日首次登上該山峰。

## 外部連結
- Himalayan Index （页面存档备份，存于）
- DEM files for the Himalaya （页面存档备份，存于） (Corrected versions of SRTM data)